# Barndommens gade
Pour plus de détails, voir Fiche technique et Distribution.
Barndommens gade (Les Rues de mon enfance) est un film danois réalisé par Astrid Henning-Jensen, sorti en 1986. Il s'agit d'une adaptation du roman autobiographique du même nom de l'écrivaine danoise Tove Ditlevsen, paru en 1943.

## Synopsis
Le film raconte l'histoire d'Ester, une adolescente de 14 ans qui habite avec ses parents et son grand frère Carl dans un pauvre petit appartement, sans confort (ni eau chaude ni chauffage) dans le quartier populaire de Vesterbro, à Copenhague. La famille connaît des problèmes financiers, le père étant au chômage. À travers ses expériences, on découvre la vie de ce quartier dans les années 1930. Ester rêve de devenir écrivain et s'essaie en cachette à la poésie...

## Fiche technique
- Titre : Barndommens gade
- Réalisation : Astrid Henning-Jensen
- Scénario : Astrid Henning-Jensen et Erik Thygesen, d'après le roman du même nom de Tove Ditlevsen
- Photographie : Mikael Salomon
- Musique : Anne Linnet (en)
- Pays d'origine : Danemark
- Genre : drame
- Date de sortie : 1986

## Distribution
- Sofie Gråbøl : Ester
- Carl Quist Møller : Carl, son frère
- Vigga Bro : la mère d'Ester
- Torben Jensen : le père d'Ester
- Louise Fribo : Lisa

## Récompenses
- Trois Robert Awards en lors de la quatrième édition des prix, en 1987 :
  - Best Costume Design : Manon Rasmussen
  - Best Special Effects : Stig Sparre-Ulrich & Niels Arnt Torp
  - Best Score (meilleure musique) : Anne Linnet

- En France, le film a obtenu le Prix de la ville de Laon lors du VIe Festival international de cinéma jeune public, en 1988[1].